# Loenersloot
Loenersloot est un village situé dans la commune néerlandaise de Stichtse Vecht, dans la province d'Utrecht. Le 1er janvier 2008, le village comptait 510 habitants.

## Géographie
Le village est situé sur l'Angstel. Le chemin de fer Utrecht-Amsterdam et le Canal d'Amsterdam au Rhin séparent Loenersloot du reste de la commune.

## Histoire
Loenersloot a été une commune indépendante jusqu'au 1er avril 1964. À cette date, Vreeland et Loenersloot sont rattachées à Loenen.

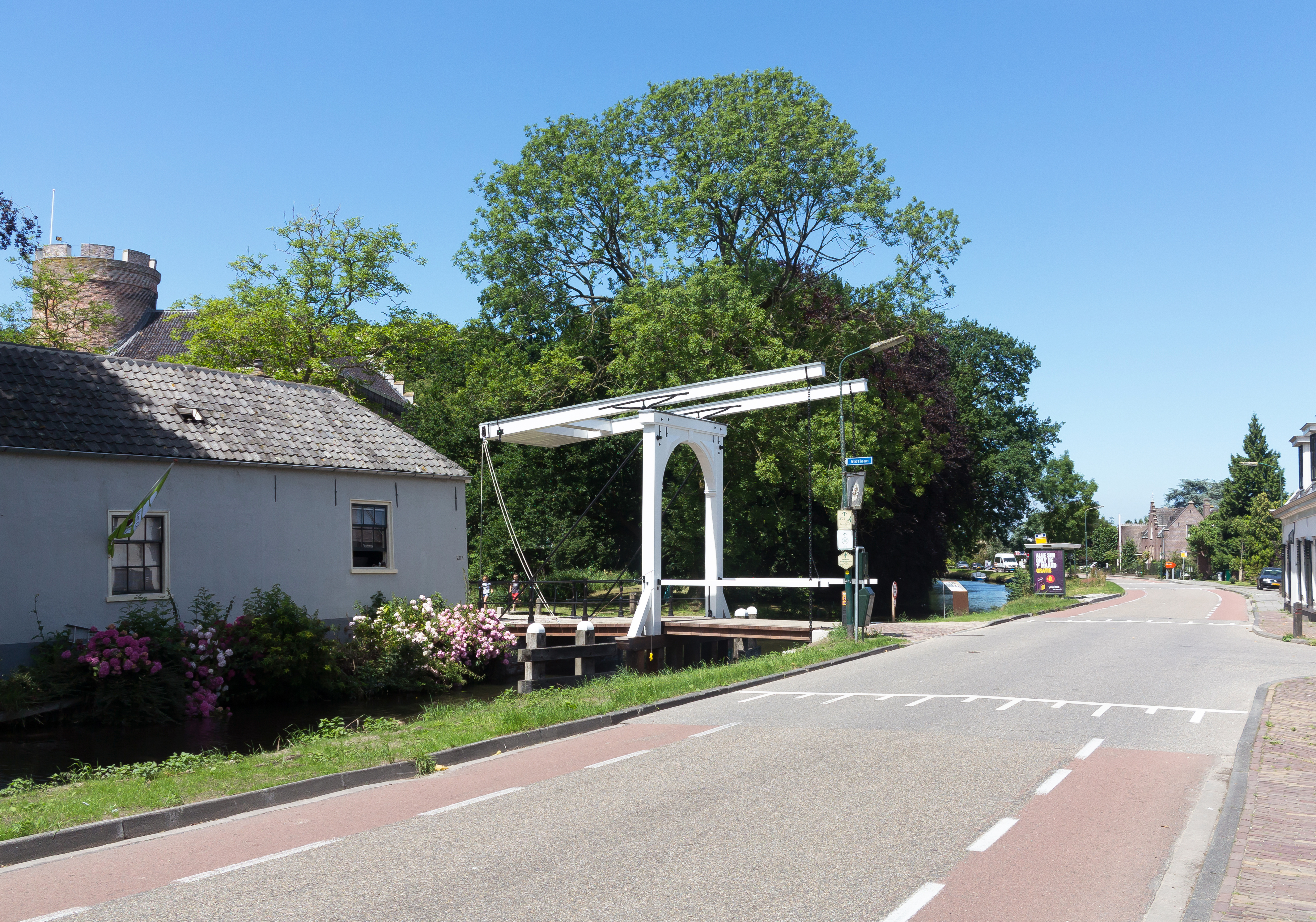
Loenersloot, le pont basculant dans la rue